# Jean-Marc Savelli
Jean-Marc Savelli (nacido en Mulhouse, Alsacia (Francia) el 18 de octubre de 1955) es un virtuoso del piano francés.
Conocido del gran público por sus interpretaciones de varias obras de Franz Liszt, y Frederic Chopin., también ha abordado el repertorio clásico de Johann Sebastian Bach y Ludwig van Beethoven, y sus aptitudes incluyen la de tocar las obras del impresionista Claude Debussy.

## Biografía
Nació el 18 de octubre de 1955 en Mulhouse (Francia). Marie-Louise Schreyer, su madre fue de origen alsaciana y de una familia de músicos ambulantes que se realizaron en Europa del Este, incluso frente a la Corte Imperial de Rusia.
Gratien Savelli, su padre, era corso. Los dos se encontraron al azar de la Segunda Guerra Mundial. A él le encantaban los cantos tradicionales corsos "lamentus". Se instalaron en Mulhouse, pero él, lleno de nostalgia, echaba de menos su Córcega natal.
A la edad de 8 años, Jean Marc fue inscrito en el Conservatorio Nacional de Música y Arte Dramático de Mulhouse.
A la edad de 12 años, Jean Marc obtenio el primer premio del Conservatorio de Mulhouse. Su profesora de piano, Suzanne Müller-Gunst deseaba que continúa sus estudios en el Conservatorio Nacional de Música de Basilea (Suiza).
Sus padres eligen Paris y Pierre Sancan, para que él continúe sus estudios musicales y su preparación al ingreso en el Conservatorio Nacional Superior de Música de París (Conservatorio de París). Sucedió a su examen de ingreso y entró en la clase de Monique de La Bruchollerie,,  pianista internacional francés, cuya gran carrera se interrumpió abruptamente tras un accidente de coche.
La muerte de Monique de la Bruchollerie supuso un cataclismo para todos los estudiantes, sobre todo para Jean-Marc SAVELLI unido a la personalidad de su amo, el último homenaje que hizo fue de llevar su ataúd con otros estudiantes.
Yvonne Lefebure, pianista francés Internacional se haga cargo de su formación.
Jean-Marc Savelli también ha tenido el privilegio de completar su formación con Aldo Ciccolini, Arthur Rubinstein y Sviatoslav Richter, que quería llevarlo a Moscú.

## Carrera
Después de varios conciertos en el mundo, interrumpió momentáneamente su carrera por motivos familiares.
Se dedicó a la influencia de la música sobre las personas, y sobre todo para aquellos que sufren.
Encarna su investigación con la ayuda de los médicos, mediante el establecimiento de un nivel emocional, utilizado por nadie más que a los músicos.
Desde 2012, Jean Marc SAVELLI prepara su toma de posesión de conciertos dedicados a Beethoven, Chopin-Liszt-. Espera volver a los escenarios en 2013.

2013 : Jean-Marc SAVELLI vuelve con un vídeo original título "Corse Classique"con las obras de Ludwig van Beethoven, Franz Liszt y Frederic Chopin, video clip producido por los estudios Ricordu (Corsica Francia): http://www.youtube.com/watch?v=gXIChwW9vOA&feature=youtu.be, elegida como la mejor video de YouTube sobre Ludwig van Beethoven por el sito música sense.org 14 para la interpretación de Jean-Marc SAVELLI en los movimientos de la Sonata para piano n.º 8 (Beethoven) (la "pathétique") de Ludwig van Beethoven

2014 Jean-Marc Savelli presenta su nuevo álbum "CLASSICAL RECITAL", Label "FAMOUS RECORDS CORP" [17][18]
http://www.lastfm.fr/music/Jean-Marc+Savelli/Classical+Recital

## Discografía
- Obras de Chopin, Rachmaninov, Liszt, Schumann por Jean-Marc Savelli, piano

Álbum archivado en la famosa Biblioteca Nacional de Francia ("Bibliothèque Nationale de France" BNF)
https://web.archive.org/web/20160303165919/http://www.cdmail.com/affich_fich.asp?refcdm=CDM081802
- "El recital Demon"  por Jean-Marc Savelli, piano, Salle Gaveau

- Album 2014 "CLASSICAL RECITAL", Etiqueta "FAMOUS RECORDS CORP".[14]

http://www.lastfm.fr/music/Jean-Marc+Savelli/Classical+Recital

## Filmografía
Jean-Marc Savelli encuentra su compatriota Tino Rossi en la expedición de  Jacques Chancel, "El Gran Tablero de Ajedrez".
Vídeo original (gratis) título "Corse Classique"dedicado al pianista Jean-Marc SAVELLI en las obras de Ludwig van Beethoven, Franz Liszt  y Frederic Chopin, video clip producido por los estudios Ricordu (Corsica Francia):
http://www.youtube.com/watch?v=gXIChwW9vOA&feature=youtu.be,  elegida como la mejor video de YouTube sobre Ludwig van Beethoven  por el sito música sense.org  para la interpretación de Jean-Marc SAVELLI en los movimientos de la Sonata para piano n.º 8 (Beethoven) (la "pathétique") de  Ludwig van Beethoven